# Terry McAuliffe
Terence Richard "Terry" McAuliffe (nacido en Siracusa, Nueva York, el 9 de febrero de 1957) es un abogado, empresario, político y recaudador de fondos estadounidense.

## Carrera
McAuliffe estudió en la Universidad Católica de América y posteriormente, en 1984, se doctoró en leyes en la Universidad de Georgetown.
Su padre había sido tesorero de una organización local del Partido Demócrata, y heredó de él esa dedicación; desde muy joven, McAuliffe trabaja activamente para el Partido Demócrata de los Estados Unidos. Participó en las campañas de reelección presidencial de Jimmy Carter en 1980 y de Bill Clinton en 1996. En el periodo 2001-2005 presidió el Comité Nacional Demócrata. En 2008 dirigió la campaña presidencial de Hillary Rodham Clinton en las elecciones primarias; al año siguiente se postuló, sin éxito, a la gobernación de Virginia.
El 5 de noviembre de 2013 se presentó como candidato a gobernador del estado de Virginia, venciendo por escaso margen a su rival Ken Cuccinelli.